# .ir
.ir is het achtervoegsel van domeinen van websites uit Iran. Het domein is in 1994 geïntroduceerd en wordt beheerd door het Instituut voor Natuurwetenschappen en Wiskunde. Naast het topdomein zijn ook subdomeinen mogelijk:
- .ir – publiek
- .ac.ir – academisch (tertiair onderwijs en onderzoeksinstellingen) en wetenschappelijke genootschappen.
- .co.ir – bedrijven
- .gov.ir – overheid van (Iran)
- .id.ir – persoonlijk, iedereen heeft een Nationaal Nummer van de Islamitische Republiek van Iran
- .net.ir – ISPs en netwerkbedrijven goedgekeurd door de IRTCT
- .org.ir – non-profit organisaties
- .sch.ir – scholen, primair en secundair onderwijs